# Мишачий терен
Мишачий терен (Ruscus) — рід з шести видів квіткових рослин родини холодкових (Asparagaceae). Входить до відділу покритонасінні (Magnoliophyta), однодольні (Liliopsida). Яскравими прикладами є гіацин та пролісок.
Рід походить з Південної та Західної Європи, Макаронезії, північно-західної Африки та Близького Сходу. В Україні росте у вологих лісах Південного берега Криму.
Те, що зазвичай вважають листками, насправді філокладії — видозмінені стебла.
Цвіте в квітні-травні, а плодоносить з липня по грудень.
Екстракт рускусу виду Ruscus aculeatus використовують у препаратах для лікування хронічної венозної та хронічної лімфатичної недостатності (у формі капсул).